# Predel (wieś)
Predel – wieś w Słowenii, w gminie Šmarje pri Jelšah. W 2018 roku liczyła 106 mieszkańców.